# Contea di Cootamundra
La contea di Cootamundra è una Local Government Area che si trova nel Nuovo Galles del Sud. Essa si estende su una superficie di 1.524 chilometri quadrati e ha una popolazione di 7.729 abitanti. La sede del consiglio si trova a Cootamundra.